# 絕對衝激 ～柏拉圖之心～
《絕對衝激 ～柏拉圖之心～》（絶対衝激 ～PLATONIC HEART～）是由日本多家企業結盟參與的跨媒体制作作品。各家公司取用故事設定和八寶備仁設計的角色，分別展開活動。目前已有漫畫、OVA等作品。原文表記為，是誤植。

## 故事
有這麼一個都市傳說：「如果能夠收集到寶石『柏拉圖之心』，不論什麼願望都能實現。」據說只有被選上的人可以參加寶石的爭奪戰，然而一切細節仍然是個謎。

## 人物
伊勢島綾（聲：名塚佳織）
清純女學院2年A班女高中生。
本間棗（聲：明坂聰美）
清純女學院2年A班女高中生，與綾是好友。
須磨梓（聲：神田朱未）
清純女學院的化學老師。
香月美子（聲：野中藍）
神社巫女。
柿崎怜（聲：甲斐田裕子）
國內線飛機的空服員。
大門寺笑（聲：小清水亞美）
護士。大門寺三姊妹的次女。
大門寺優（聲：新谷良子）
女警。大門寺三姊妹的三女。
大門寺咲（聲：河原木志穗）
在深川的置屋從事藝者。大門寺三姊妹的長女。
廣石倫（聲：宮崎羽衣）
女僕喫茶店的服務生。
劉月麗（聲：植田佳奈）
日裔中國人的占卜師。
早川泉（聲：平田宏美）
某組織的秘書。經歷成謎。

## 計畫參與企業
的參加企業與參與領域如下。
- ARTPRESTO - PC用官方網站
- Aristocrat Technologies
- COSPA - 周邊商品製作
- 松竹 - OVA
- JIN企画 - UMD Players Game
- - 手機用官方網站
- 雙葉社 - 漫畫
- - 模型人偶
- Lantis - 音樂CD

計畫參與企業共有10家，但有1家公司未公開。

## 商品情報

### OVA
預定由松竹發售全5卷OVA。其中第1卷（BATTLE1）已於10月29日發售。動畫音樂、主題曲由Lantis製作。

#### 工作人員
- 導演、演出 - 藤本義孝
- 系列構成、腳本 - 白根秀樹
- 人物原案 - 八寶備仁
- 人物設計、作畫監督 - 宮田奈保美
- 音樂 - 久場超
- 動畫製作 - スタジオ旗艦
- 製作 -

#### 主題歌
片頭曲
歌 - Little Non
片尾曲
歌 - 伊勢島綾（名塚佳織）

#### 音樂集
OVA音樂集，LHCA-5093 (2008年10月22日)
1. （Short Version）
歌 - Little Non
作詞：Little No、曲：Little Non、編曲：nishi-ken
OVA片頭曲
2. 歌 - 廣石倫（宮崎羽衣）
作詞：ノゾミ、作曲：虹音、編曲：虹音
OVA插入曲
3. 歌 - 伊勢島綾（名塚佳織）、本間棗（明坂聰美）
作詞：畑亞貴、作曲：酒井陽一、編曲：酒井陽一、関野元規
OVA作中曲
4. 歌 - 伊勢島綾（名塚佳織）
作詞：こだまさおり、作曲：松下典由、編曲：松下典由
OVA片尾曲
5. zero gravity
歌 - Little Non
作詞：Little Non、作曲：Little Non、編曲：三國義貴、Little Non
OVA片尾曲

### 漫畫
雙葉社《Comic High!》2008年9月號至2010年1月號連載，由倉上淳士作畫，單行本全3集。

### 手機遊戲
2008年7月7日起在手機用官方網站開始提供。各個角色的小說遊戲。設定上柏拉圖之心並非寶石，而是解釋為特異功能，傳奇色彩濃厚。

### 其他
- UMD Players Game - JIN企画預定於冬季發售。
- 模型人偶 - やまと預定於2008年12月發售。
- 抱枕巾 - 由二次元COSPA製作商品。

## 腳註
1. ↑  サイトについて｜絶対衝激 的存檔，存档日期2008-12-28.

## 外部連結
- 官方網站（日語）
- OVA官方網站（日語）
- UMD版官方網站 （页面存档备份，存于）（日語）